# إيلي غولدنغ
إيلينا جين غولدنغ (بالإنجليزية: Elena "Ellie" Jane Goulding) ومعروفة باسم إيلي غولدنغ (بالإنجليزية: Ellie Goulding)؛ هي مُغنية، وكاتبة أغاني، ومنتجة أغاني إنجليزية. بدأت مسيرتها عندما قابلت منتجي الأغاني ستارسميث وفرانكموسيك، وقد اكتشفها جيمي ليليوايت لاحقًا، والذي أصبح فيما بعد مديرها. أصدرت غولدنغ أسطوانتها المطولة الأولي، آن إنتروداكشن تو إيلي غولدنغ (مقدمة لإيلي غولدنغ) (بالإنجليزية: An Introduction to Ellie Goulding)، بعد توقيع عقد مع تسجيلات بوليدور في يوليو 2009، لاحقًا في هذا العام.
حصلت في سنة 2010 على المركز الأول لتصويت بي بي سي المعروف بـ«ساوند أوف...» السنوي وحصلت أيضًا على جائزة اختيار النقاد في حفل توزيع جوائز بريت في العام نفسه. أطلقت إيلي ألبومها الأول عام 2010 بعنوان لايتس (أضواء) (بالإنجليزية: Lights)؛ أحتل الألبوم المركز الأول حسب تصنيف اللائحة الأسبوعية للألبومات الأعلى مبيعا في المملكة المتحدة وبيع منه 850,000 نسخة في المملكة المتحدة وحدها. في نوفمبر 2010، أُعيد إصدار الألبوم بعنوان برايت لايتس (أضواء ساطعة) (بالإنجليزية: Bright Lights)، والذي تضمن أغنيتان منفردتان: غلاف لأغنية «يور سونغ» («أغنيتك») (بالإنجليزية: Your Song) لإلتون جون، التي تم اختيارها كأغنية إعلان عيد الميلاد لسلسلة متاجر جون لويس، والتي أحتلت المركز الثاني علي تصنيف المملكة المتحدة للأغاني المنفردة، و«أضواء»، التي أصبحت أعلي أغاني غولدنغ الفردية علي بيلبورد هوت 100 بـالولايات المتحدة حتي وقتنا هذا، محتلة المركز الثاني.
أطلقت غولدنغ ألبومها الثاني بعنوان هالسيون (بالإنجليزية: Halcyon) في أكتوبر 2012، وكانت الأغنية المنفردة الرئيسية بعنوان «إينيثينغ كوود هابين» («أى شئ يمكن أن يحدث») (بالإنجليزية: Anything Could Happen). أحتل الألبوم المركز الثاني علي اللائحة الأسبوعية للألبومات الأعلى مبيعا في المملكة المتحدة، وبعد 65 أسبوع، أحتل المركز الأول. كما أحتل المركز التاسع علي بيلبورد 200 بالولايات المتحدة. أُصدرت نسخة مُعاد إصدارها من هالسيون في أغسطس 2013 بعنوان هالسيون ديس (الأيام الذهبية) (بالإنجليزية: Halcyon Days)، ومن أشهر أغاني الألبوم «بيرن» («تحترق») (بالإنجليزية: Burn)، التي أصبحت أول أغنية فردية لها في المركز الأول بـالمملكة المتحدة. في حفل توزيع جوائز بريت لعام 2014، حازت علي جائزة أفضل مغنية بريطانية منفردة. في 6 نوفمبر 2015، أصدرت غولدنغ ألبومها الثالث بعنوان داريليم (هذيان) (بالإنجليزية: Delirium)، وكانت أغنية الألبوم المنفردة الرئيسية بعنوان «ماي مايند» («في ذهني») (بالإنجليزية: On My Mind). في ديسمبر 2015، حصلت علي أول ترشيح لها لـجائزة غرامي ضمن فئة أفضل أداء بوب منفرد علي أغنيتها الفردية «لوف مي لايك يو دو» («أحبني كما تفعل») (بالإنجليزية: Love Me Like You Do). وفي 17 يوليو 2020، أطلقت غولدنغ ألبومها الرابع بعنوان برايتست بلوو (ألمع أزرق) (بالإنجليزية: Brightest Blue).

## ألبوماتها

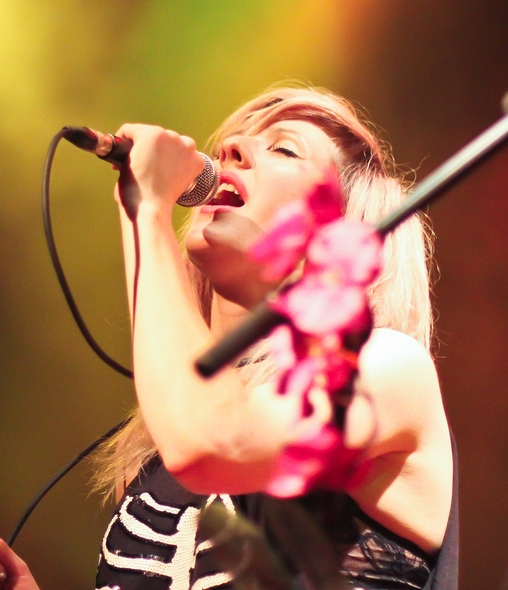
غولدنغ تؤدي مباشر في ذا فينيو في فانكوفر، أبريل 2011.

| الألبوم   | العنوان باللغة الإنجليزية | سنة الإصدار |
| --------- | ------------------------- | ----------- |
| أضواء     | Lights                    | 2010        |
| هالسيون   | Halcyon                   | 2012        |
| هذيان     | Delirium                  | 2015        |
| ألمع أزرق | Brightest Blue            | 2020        |

## جولاتها

### الرئيسية
- (2010): جولة الأضواء
- (2012–14): جولة الأيام الذهبية
- (2016–17): جولة هذيان العالمية
- (2021): جولة ألمع أزرق

### كداعمة
- (2011): كيتي بيري – جولة أحلام كاليفورنيا
- (2013): برونو مارس – جولة غابة ضوء القمر

## فيلموغرافيا
| العام   | العنوان                             | الدور   | ملاحظات                           |
| تلفزيون | تلفزيون                             | تلفزيون | تلفزيون                           |
| ------- | ----------------------------------- | ------- | --------------------------------- |
| 2013    | من هو...؟                           | نفسها   | فنانة مميزة                       |
| 2013    | تغيير الصوت مباشر                   | نفسها   | ضيفة                              |
| 2015    | ذا فويس                             | نفسها   | مستشارة فريق آدم ليفين (الموسم 8) |
| 2018    | شارع السمسم                         | نفسها   | حلقة: "السحابة المساعدة"          |
| 2020    | عالم واحد: معا في المنزل            | نفسها   | خاص                               |
| أفلام   |                                     |         |                                   |
| 2013    | توم وإيسي                           | إيسي    | فيلم قصير                         |
| 2014    | إيلي غولدنغ: تناول طعام صحي في جولة | نفسها   | وثائقي قصير                       |
| 2014    | لينون أو مكارتني                    | نفسها   | وثائقي قصير                       |
| 2017    | معا بصوت أعلى                       | نفسها   | وثائقي                            |

## الجوائز والترشيحات
| السنة | الجائزة                                     | العمل المُرشح | الفئة                               | النتائج |
| ----- | ------------------------------------------- | ------------ | ----------------------------------- | ------- |
| 2010  | ساوند أوف...                                | إيلي غولدنغ  | ساوند أوف 2010                      | فوز     |
| 2010  | جائزة بريت                                  | إيلي غولدنغ  | اختيار النقاد                       | فوز     |
| 2010  | جائزة كيو                                   | إيلي غولدنغ  | أفضل فنانة                          | رُشِّح     |
| 2010  | جائزة كيو                                   | إيلي غولدنغ  | أفضل فنان متميز                     | رُشِّح     |
| 2010  | جائزة إم تي في الموسيقى الأوروبية           | إيلي غولدنغ  | أفضل تمثيل للمملكة المتحدة وأيرلندا | رُشِّح     |
| 2010  | حفل توزيع جوائز إم بي 3 الموسيقية لعام 2010 | إيلي غولدنغ  | جائزة البي إن سي                    | رُشِّح     |
| 2010  | جائزة بي تي للموسيقى الرقمية                | إيلي غولدنغ  | أفضل فنانة                          | رُشِّح     |
| 2010  | جائزة مهرجان المملكة المتحدة                | إيلي غولدنغ  | أفضل فنان متميز                     | رُشِّح     |
| 2010  | جائزة فيرجن ميديا الموسيقية                 | إيلي غولدنغ  | أفضل قادم جديد                      | رُشِّح     |
| 2010  | جائزة فيرجن ميديا الموسيقية                 | أضواء        | أفضل ألبوم                          | رُشِّح     |
| 2011  | جائزة بريت                                  | إيلي غولدنغ  | أفضل فنانة بريطانية                 | رُشِّح     |
| 2011  | جائزة بريت                                  | إيلي غولدنغ  | أفضل ممثل متميز بريطاني             | رُشِّح     |
| 2011  | جائزة غلامور                                | إيلي غولدنغ  | جائزة باندورا للفنان المتميز        | فوز     |
| 2012  | جائزة اختيار المراهقين                      | إيلي غولدنغ  | اختيار فنان متميز                   | رُشِّح     |